# 奇斯夸克 (新澤西州)
奇斯夸克（英語：Cheesequake）是位於美國新澤西州米德爾塞克斯縣的非建制地區。

## 歷史
奇斯夸克的郵局於1893年設立，其後於1905年停運。

## 地理
奇斯夸克所處的海拔為高於海平面31米（即102英呎），而該地所採用的時區為UTC-5，即北美东部时区（EST）。同時該地設有夏令時間，為UTC-5調快一小時，即UTC-4（EDT）。